# (4495) 1988 VS
(4495) 1988 VS (1988 VS, 1972 TG3, 1980 UO) — астероїд головного поясу.
Тіссеранів параметр щодо Юпітера — 3,029.